# Jean-Joseph Merlin

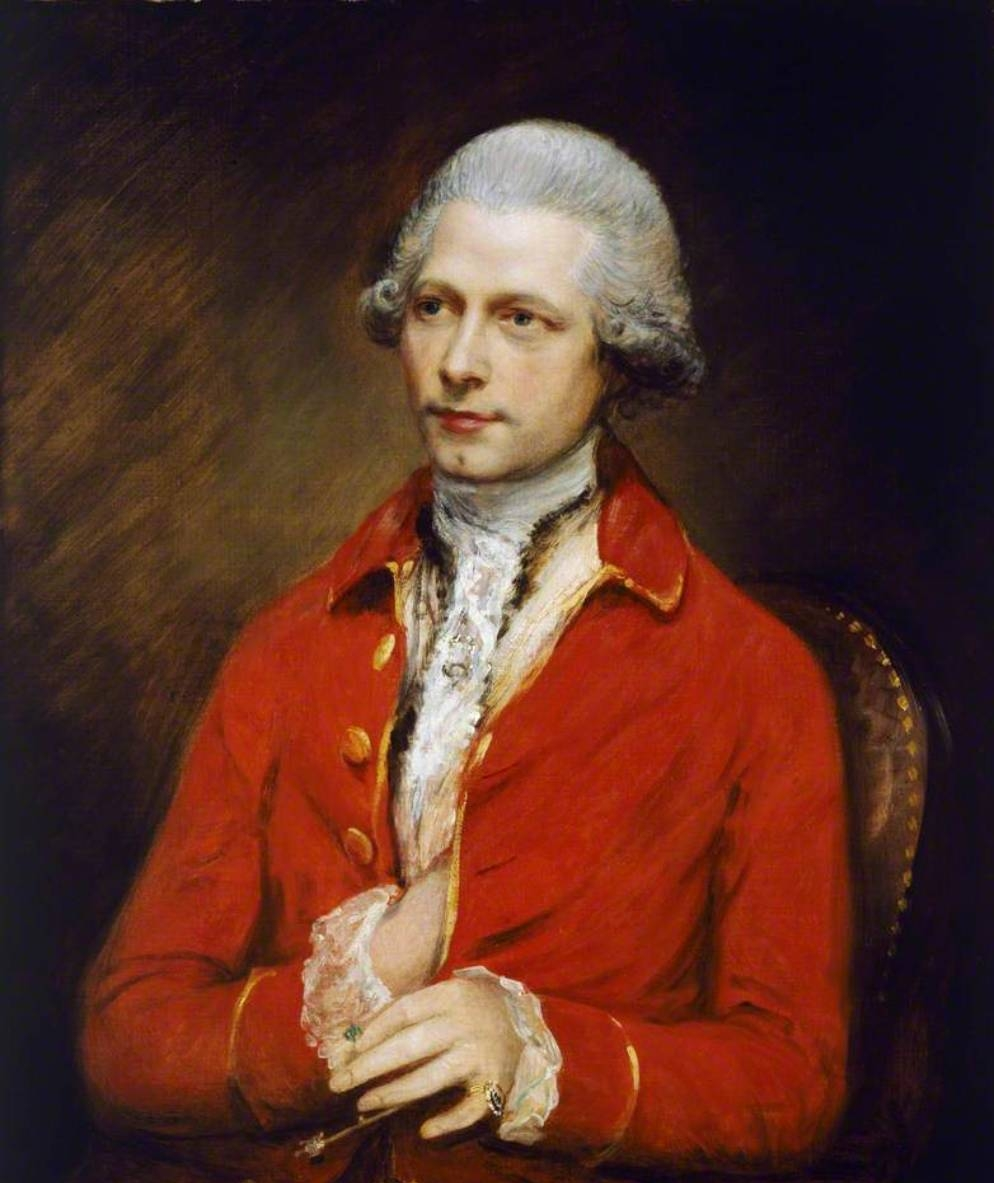
Jean-Joseph Merlin por Thomas Gainsborough

Jean-Joseph Merlin (Huy, 17 de setembro de 1735 – Londres, 4 de maio de 1803) foi um inventor belga.
Merlin foi o inventor dos patins, por volta de 1760 em Londres, na Inglaterra.
Merlin usou um par de seus novos patins num baile de máscaras na Carlisle-House, em Londres. Porém, era conhecido como um grande inventor, mas não um bom patinador. Assim, não pode controlar seus movimentos ou direção e colidiu com um enorme espelho, causando graves ferimentos e, possivelmente, atrasando a popularização da patinação por anos.